# Asio (figlio di Irtaco)
Nella mitologia classica, Asio (in greco antico: Ἄσιος?, Ásios), figlio di Irtaco e Arisbe (la moglie ripudiata di Priamo), era uno dei giovani capi militari di Troia nonché fratello maggiore di Ippocoonte e di Niso. Le sue gesta sono raccontate soprattutto nell'Iliade.

## Il mito
Era il signore e fondatore di Arisba, città della Troade che aveva preso il nome da sua madre. Ingrandì il regno conquistando le città situate sulle due coste dell'Ellesponto come Abido, Percote e Sesto, quest'ultima situata sulla costa europea mentre le altre nelle zone asiatiche.
Insieme ai suoi due fratelli Asio partecipò alla guerra di Troia guidando un grande contingente di uomini. Combatteva su un carro e nelle varie battaglie fu spesso al fianco di Deifobo.
Affrontò Idomeneo per vendicare la morte di Otrioneo, ma fu sconfitto ed ucciso dal re cretese che lo trafisse alla gola con una lancia. Nella mischia che ne seguì cadde anche il suo auriga, sventrato dall'asta di Antiloco, il quale poi si impadronì  del cocchio.
 " A vendicarlo

avanzossi pedon nanzi al suo carro

Asio, e anelanti al tergo gli guidava

il fido auriga i corridor. Mentr'egli

a ferir d'un bel colpo Idomenèo

tutto intende il suo cor, questi il prevenne

e la lancia gli spinse nella gola

sotto il mento, e passolla. Asio cadéo

siccome quercia o pioppo od alto pino

cui sul monte tagliâr con raffilate

bipenni i fabbri a nautic'uso. Ei giacque

lungo a terra disteso innanzi al cocchio,

e digrignava i denti, e colle mani

strignea rabbioso la cruenta polve.

Smarrì l'auriga il cor, né per sottrarsi

alla man de' nemici addietro osava

dar volta al cocchio. Il giunse in quello stato

Antìloco coll'asta, e in mezzo al ventre

lo trivellò, che nulla lo difese

l'interzata lorica. Ei dal bel carro

riversossi anelante, ed ai cavalli

dato di piglio il vincitor, dai Teucri

li sospinse agli Achei  " 
(Omero, Iliade Libro XIII, traduzione di Vincenzo Monti)
Dopo la morte di Asio, Deifobo cercò di vendicarlo.

## Omaggi
- Gli è stato dedicato l'asteroide 11554 Asios.